# Saint-Pierre-de-Fursac
Saint-Pierre-de-Fursac korábbi község Franciaországban, Creuse megyében. 2017. január 1-jén Saint-Étienne-de-Fursac korábbi községgel egyesült és az így létrejött Fursac új község része lett.
Lakosainak száma 748 fő (2018. január 1.). Saint-Pierre-de-Fursac Saint-Étienne-de-Fursac, La Souterraine, Saint-Maurice-la-Souterraine, Saint-Priest-la-Feuille, Folles és Fromental községekkel határos.

## Népesség
A település népessége az elmúlt években az alábbi módon változott:
| Lakosok száma | 1019 | 872  | 817  | 805  | 787  | 785  | 768  | 753  | 744  | 748  |
|               | 1968 | 1975 | 1982 | 1990 | 1999 | 2011 | 2013 | 2015 | 2017 | 2018 |